# Rasun Anterselva
Rasen Anterholz (Rasun-Anterselva) é uma comuna italiana da região do Trentino-Alto Ádige, província de Bolzano, com cerca de 2.705 habitantes. Estende-se por uma área de 120 km², tendo uma densidade populacional de 23 hab/km². Faz fronteira com Bruneck/Brunico, Sand in Taufers, Welsberg-Taisten, Percha, Olang, Gsies, St. Jakob in Defereggen.

## Demografia
| Variação demográfica do município entre 1861 e 2011                               |
|                                                                                   |
| Fonte: Istituto Nazionale di Statistica (ISTAT) - Elaboração gráfica da Wikipedia |